# Mezinárodní den studentstva

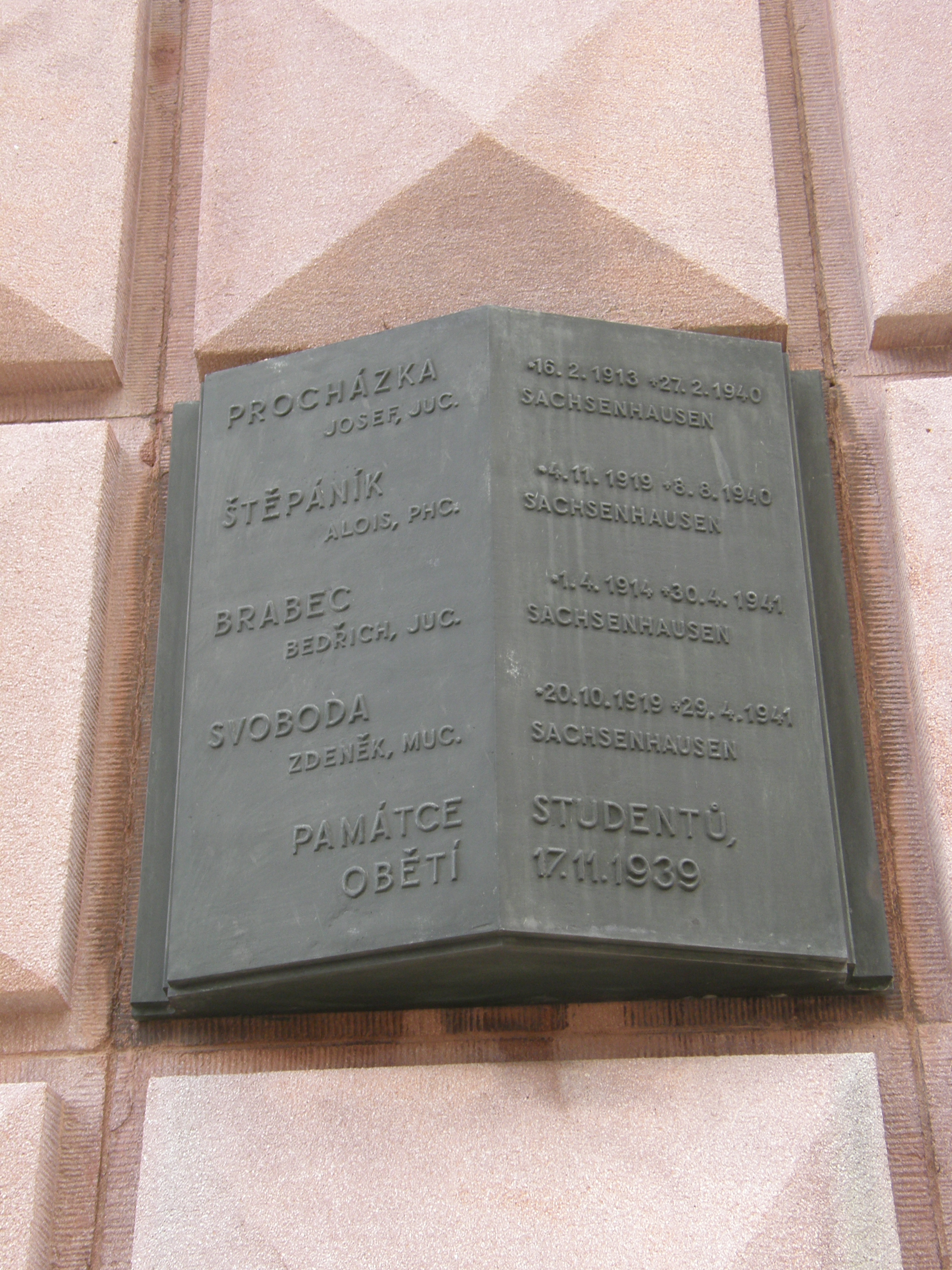
Pamětní deska z Kounicových kolejí v Brně připomínající studenty, kteří zahynuli v Koncentračním táboře Sachsenhausen

Mezinárodní den studentstva, někdy též Světový den studentstva, je připomínkou tragických událostí, k nimž došlo v období od 28. října do 17. listopadu 1939 v Protektorátu Čechy a Morava. Byl vyhlášen roku 1941 v Londýně při příležitosti druhého výročí těchto událostí; stalo se tak na zasedání Mezinárodní studentské rady, jehož se zúčastnili delegáti z 26 zemí.
Mezinárodní den studentstva je jediným dnem mezinárodního významu, který má český původ. Po listopadových událostech roku 1989 začali čeští i slovenští poslanci brojit proti MDS s odůvodněním, že jde o komunistický svátek; objevily se snahy jej zrušit. Již roku 1990 se 17. listopad stal v Československu významným dnem s názvem Den boje studentů za svobodu a demokracii a v roce 2000 byl novým svátkovým zákonem v Česku ustanoven státním svátkem jako Den boje za svobodu a demokracii. Takto byly události ze 17. listopadu 1939 a 1941 zastíněny 17. listopadem 1989, který je intenzivně připomínaný a propagovaný. Novelou zákona o státních svátcích byl v únoru 2019 zásluhou Národního parlamentu dětí a mládeže a Studentské komory Rady vysokých škol český státní svátek 17. listopadu přejmenován na Den boje za svobodu a demokracii a Mezinárodní den studentstva.

## Historie

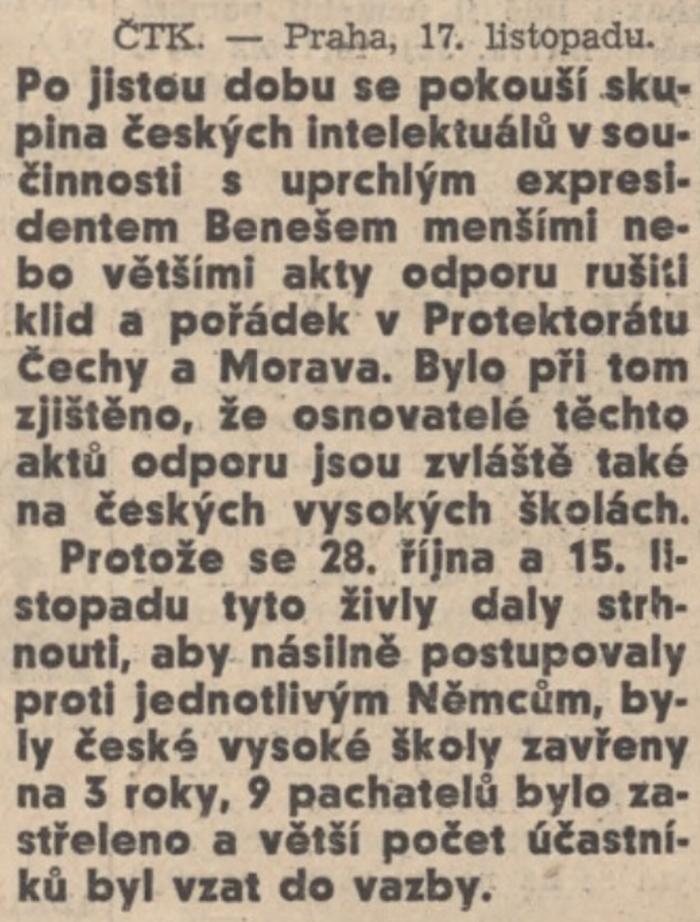
Výstřižek z titulní strany večerního vydání protektorátních Národních listů ze dne 18. listopadu 1939 informující o uzavření vysokých škol a popravě 9 představitelů studentských organizací

Vše začalo násilným potlačením poklidné demonstrace u příležitosti 21. výročí vzniku Československa 28. října 1939 v Praze, během níž byl těžce zraněn student Lékařské fakulty Univerzity Karlovy Jan Opletal a zabit pekařský dělník Václav Sedláček. Na potlačování demonstrace, jež se konala na Václavském náměstí, se kromě sil pořádkové policie podílely i jednotky SS; následovaly další střety na dalších místech v Praze, při nichž Němci stříleli nejen pro výstrahu, ale i do demonstrantů. Při jedné z těchto potyček byl postřelen právě Jan Opletal, který 11. listopadu svému zranění podlehl. Jeho pohřeb se konal 15. listopadu na Albertově, odkud byla rakev s ostatky převezena na nádraží a odeslána na Moravu. Následné demonstrace, jež se změnila v protest proti okupaci, se zúčastnily tisíce lidí. Opět došlo ke střetům mezi demonstranty a pořádkovými silami.
Hned následujícího dne se v Berlíně konala porada za účasti Adolfa Hitlera, jejímž výsledkem bylo rozhodnutí o uzavření českých vysokých škol na dobu tří let, zatčení a popravení 9 vedoucích představitelů studentské organizace (Josef Adamec, Jan Černý, Marek Frauwirth, Jaroslav Klíma, Bedřich Koula, Josef Matoušek, František Skorkovský, Václav Šaffránek a Jan Weinert) a internace stovek studentů v koncentračních táborech. Ještě v noci ze 16. na 17. listopad došlo k rozsáhlému zatýkání českých studentů v Praze, v Brně a v Příbrami. Studenti zatčení gestapem a jednotkami SS v Praze byli dopraveni do ruzyňských kasáren, kde došlo i k popravě 9 představitelů studentských organizací. Celkem 1 200 zatčených studentů bylo poté převezeno do koncentračního tábora Sachsenhausen-Oranienburg, odkud jich byla většina propuštěna koncem roku 1942, zbytek pak v lednu 1943; z těchto 1 200 studentů nepřežilo útrapy koncentračních táborů 35.
Ústřední svaz československého studentstva vyvíjel po roce 1939 v zahraničí za pomoci naší exilové vlády aktivní činnost, jejímž vyvrcholením byla právě londýnská schůze Mezinárodní studentské rady v roce 1941, která přijala takzvané Prohlášení spojeneckých studentů k 17. listopadu, jež vyhlásilo tento den Mezinárodním dnem studentstva.